# Wasserbehälter (Nieder-Hilbersheim)

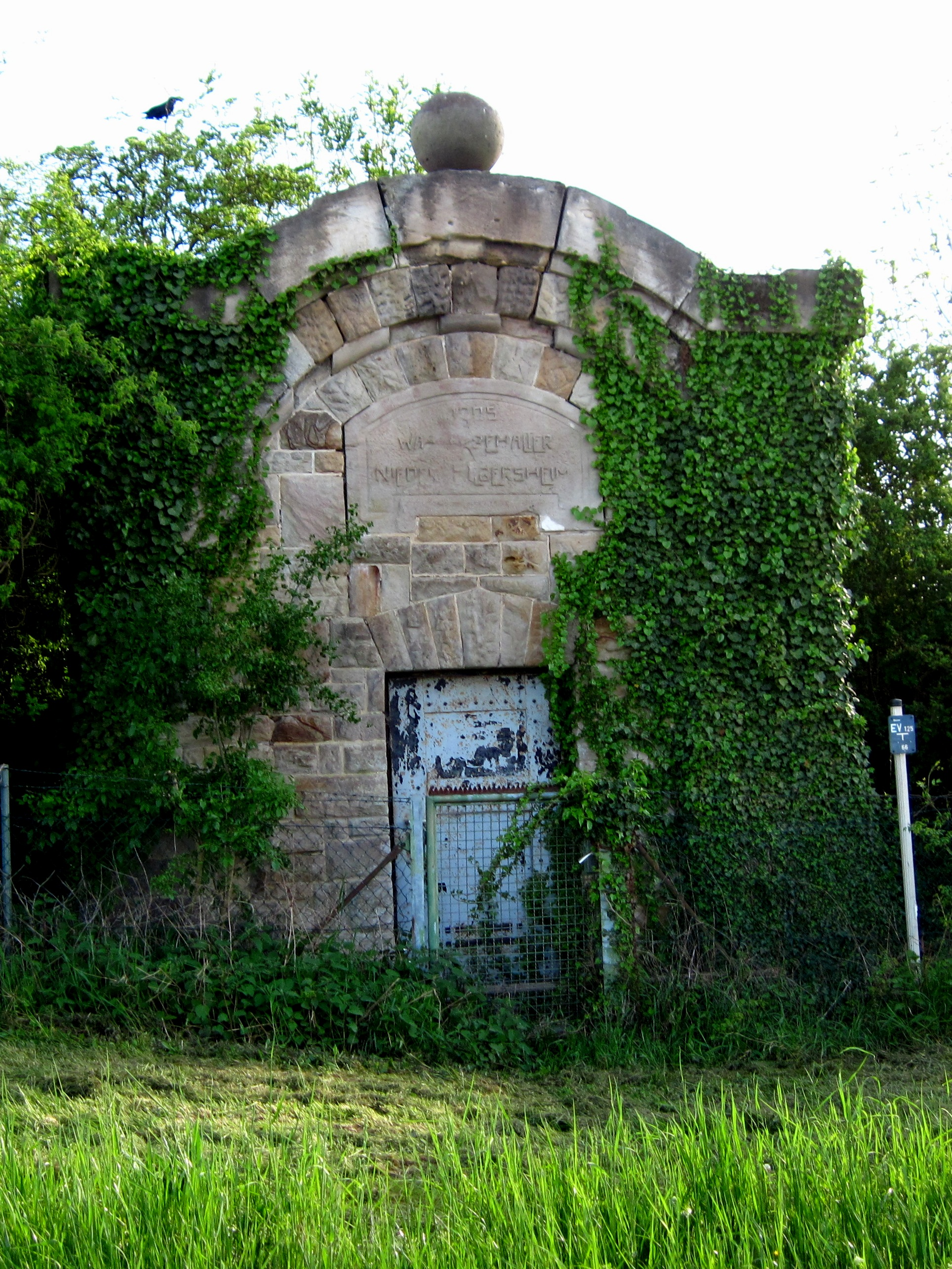
Wasserbehälter in Nieder-Hilbersheim

Der Wasserbehälter in Nieder-Hilbersheim, einer Ortsgemeinde im Landkreis Mainz-Bingen in Rheinland-Pfalz, wurde 1905 errichtet. Der Wasserbehälter östlich des Ortes an der Straße nach Engelstadt ist ein geschütztes Kulturdenkmal.
Der kubische Typenbau aus Bossenquadermauerwerk ist über der Tür mit der Jahreszahl 1905 bezeichnet. Der Rundbogen über der Eingangsfassade wird von einer Steinkugel geschmückt.
Der Wasserbau-Ingenieur und Baubeamte Bruno von Boehmer entwarf und leitete von 1897 bis 1907 die Modernisierung der Wasserversorgung großer Teile Rheinhessens.